# Tempel der Vesta (Tivoli)

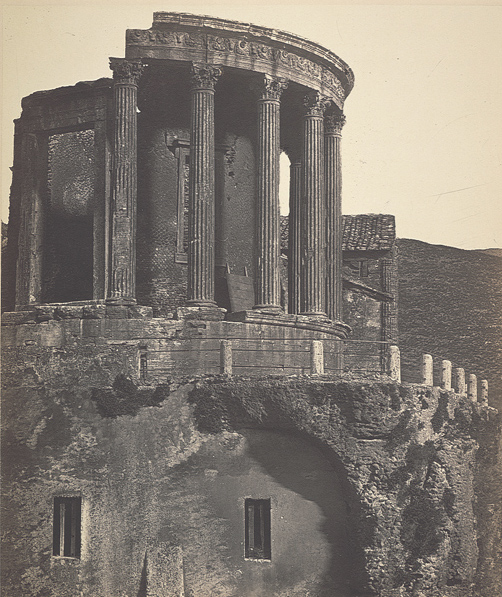
Der Tempel im Jahr 1858

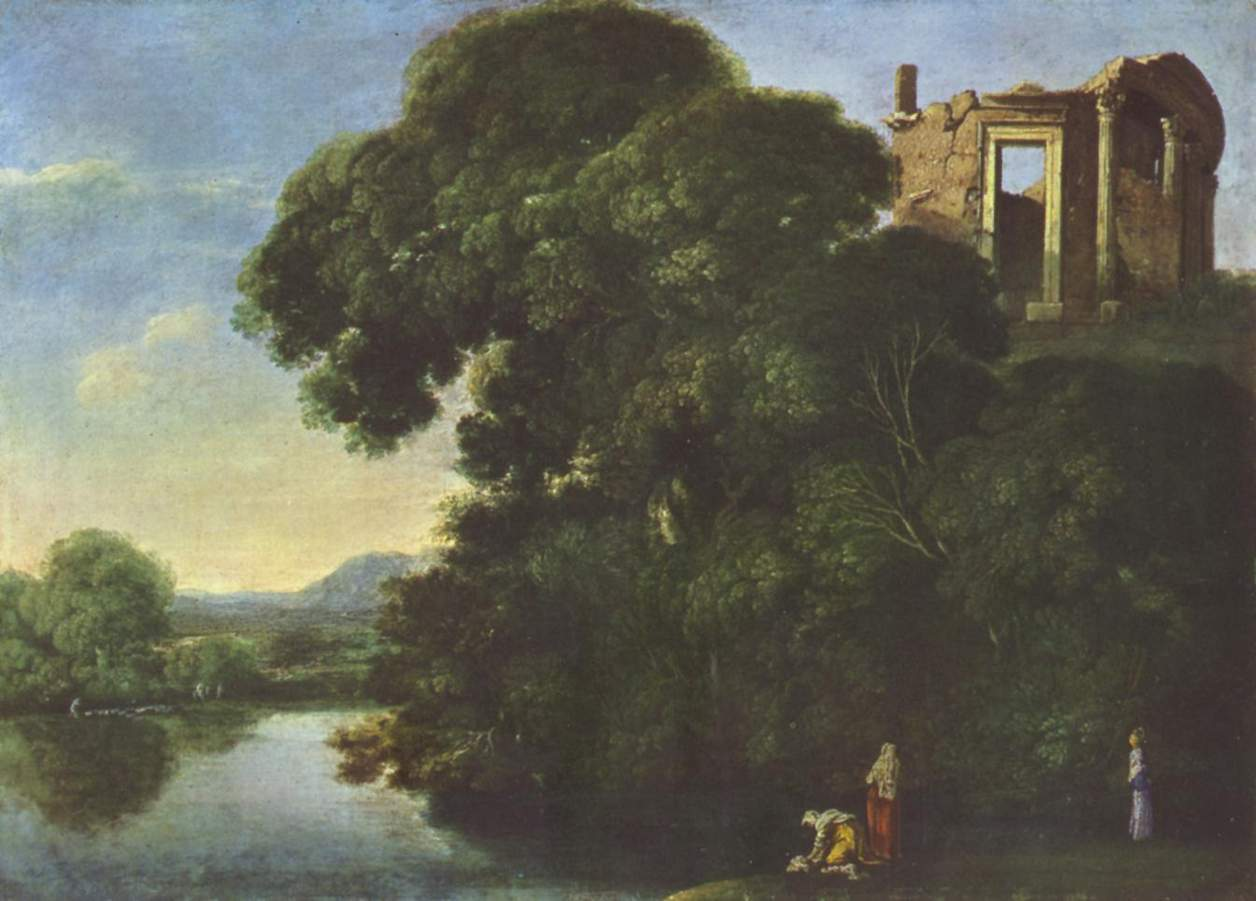
Tempel der Vesta in Tivoli, Gemälde von Adam Elsheimer

Der sogenannte Tempel der Vesta oder Rundtempel von Tivoli ist ein römischer Rundtempel, der sich auf der ehemaligen Akropolis in Tivoli in der Metropolitanstadt Rom befindet. Direkt daneben steht der sogenannte Tempel der Sibylle.

## Geschichte
Der Tempel wurde am Ende des 2. Jahrhunderts v. Chr. erbaut.
Im Mittelalter wurde er in die Kirche Santa Maria Rotonda umgewandelt.
Bis 1884 wurde das, was von der antiken Struktur erhalten geblieben war, wieder hergestellt. Spuren christlicher Gemälde überlebten bis zum Beginn des 20. Jahrhunderts.

## Zuweisung
Traditionell wird der Tempel auf Grund seiner runden Form, analog zum Tempel der Vesta auf dem Forum Romanum in Rom, mit dem Kult der Göttin Vesta in Verbindung gebracht. Dafür gibt es jedoch keinen stichhaltigen Beweis. Diskutiert wird auch eine Zuweisung des Tempels für den Kult des Tiburnus, Namensgeber und Sohn des Gründers der Stadt, Catillus. Auch Herkules oder die Sibylle Albunea werden vorgeschlagen.

## Bau
Der Tempel gehört zum Typus des Rundtempels. Er hat einen Durchmesser von 14,25 m und steht auf einem 2,59 m hohen und mit Opus quadratum aus Travertin verkleideten Podium, dessen Kern in Opus caementicium gegossen wurde. Aus Travertin bestanden außerdem die Bauglieder der Außenordnung sowie die Laibungen der Tür und der Fenster. Von den ursprünglich 18 Säulen des Tempels sind noch 10 erhalten. Sie stehen auf attischen Basen ohne Plinthe, haben eine Höhe von 7,10 m und besitzen je 18 sorgfältig gearbeitete ionische Kanneluren. Der untere Säulendurchmesser beträgt 0,76 m. Bekrönt werden die Säulen von Kapitellen korinthischer Ordnung, und zwar der italischen Variante des korinthischen Kapitells. Die erhaltenen Säulen tragen den Rest des aus einem Werkstück gearbeiteten Gebälkes, das Architrav und Bukranien-Girlanden-Fries umfasst. Darüber folgt ein ionisches Geison. Der Architrav trug auf der Eingangsseite oberhalb der Cellatür eine Inschrift, die den verantwortlichen Baubeamten – einen L. Gellius L. f. – nannte, aber nur noch in Teilen erhalten ist. Der zwischen Säulen und Cellawand rund 1,70 m breite Umgang des Tempels besaß eine mit Rosetten dekorierte Kassettendecke.
Durch die im Lichten 2,40 breite und 5,50 m hohe Tür, die links und rechts von je einem Fenster flankiert wurde, betrat man die Cella. Deren Wände waren aus Opus caementicium gegossen und mit Opus incertum verkleidet. Ursprünglich war eine Stuckschicht auf den Wandflächen aufgebracht, die nach den wenigen Resten, die noch dokumentiert werden konnten, zumindest auf der Außenseite eine Quaderung imitierte. Der Bodenbelag in Cella und Umgang war bereits Ende des 19. Jahrhunderts modern erneuert worden. Die Dachkonstruktion ist gänzlich unbekannt. Giuliano da Sangallo fertigte eine Rekonstruktionszeichnung mit einer Kuppel an. Es ist jedoch anzunehmen, dass er einen ähnlichen Erhaltungszustand beobachtete, wie er heute zu sehen ist, und es sich daher um eine Phantasiezeichnung handelt.

## Detailfotos

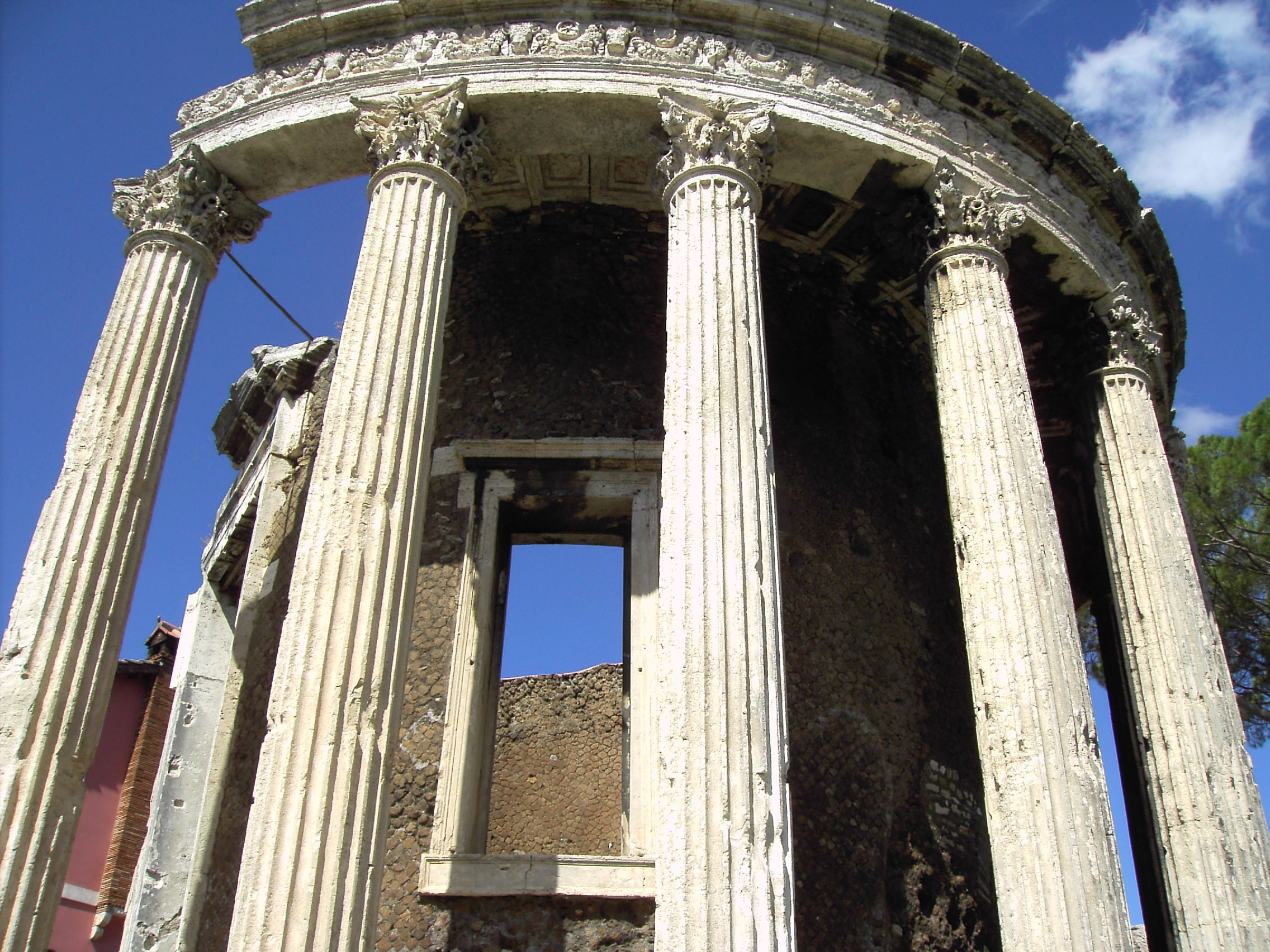
Ansicht des Tempels
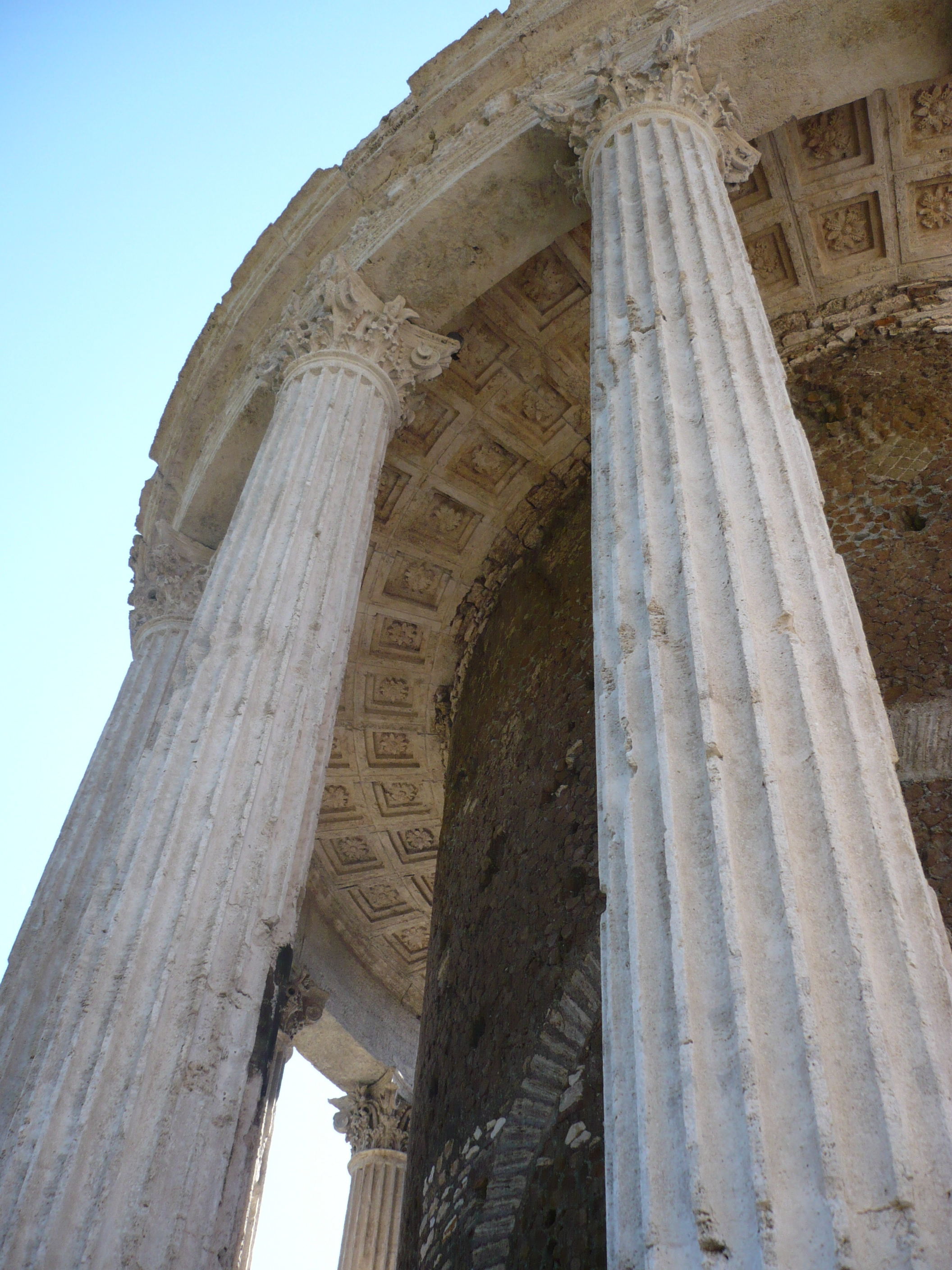
Die Kassettendecke im Umgang
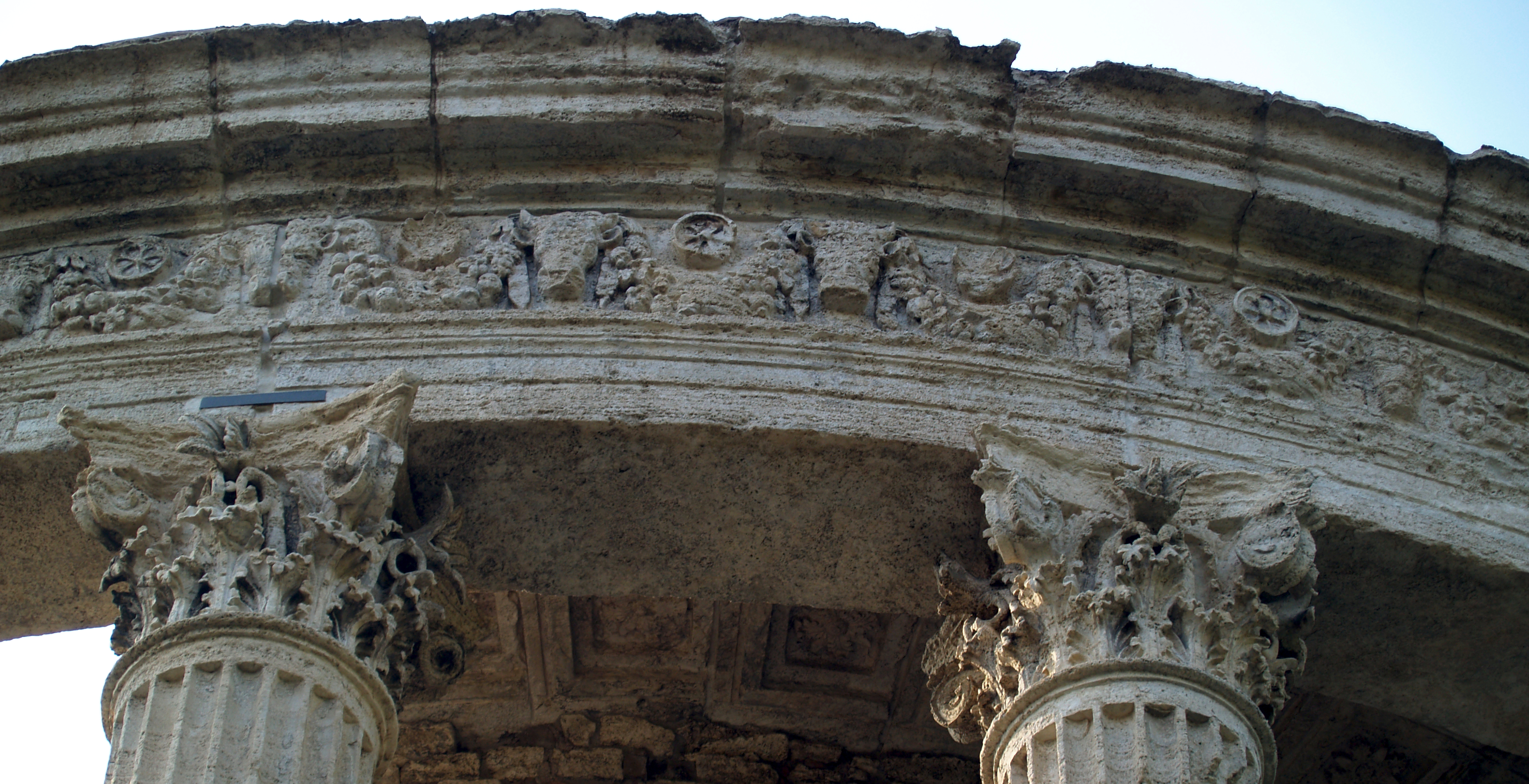
Korinthische Kapitelle und Gebälk
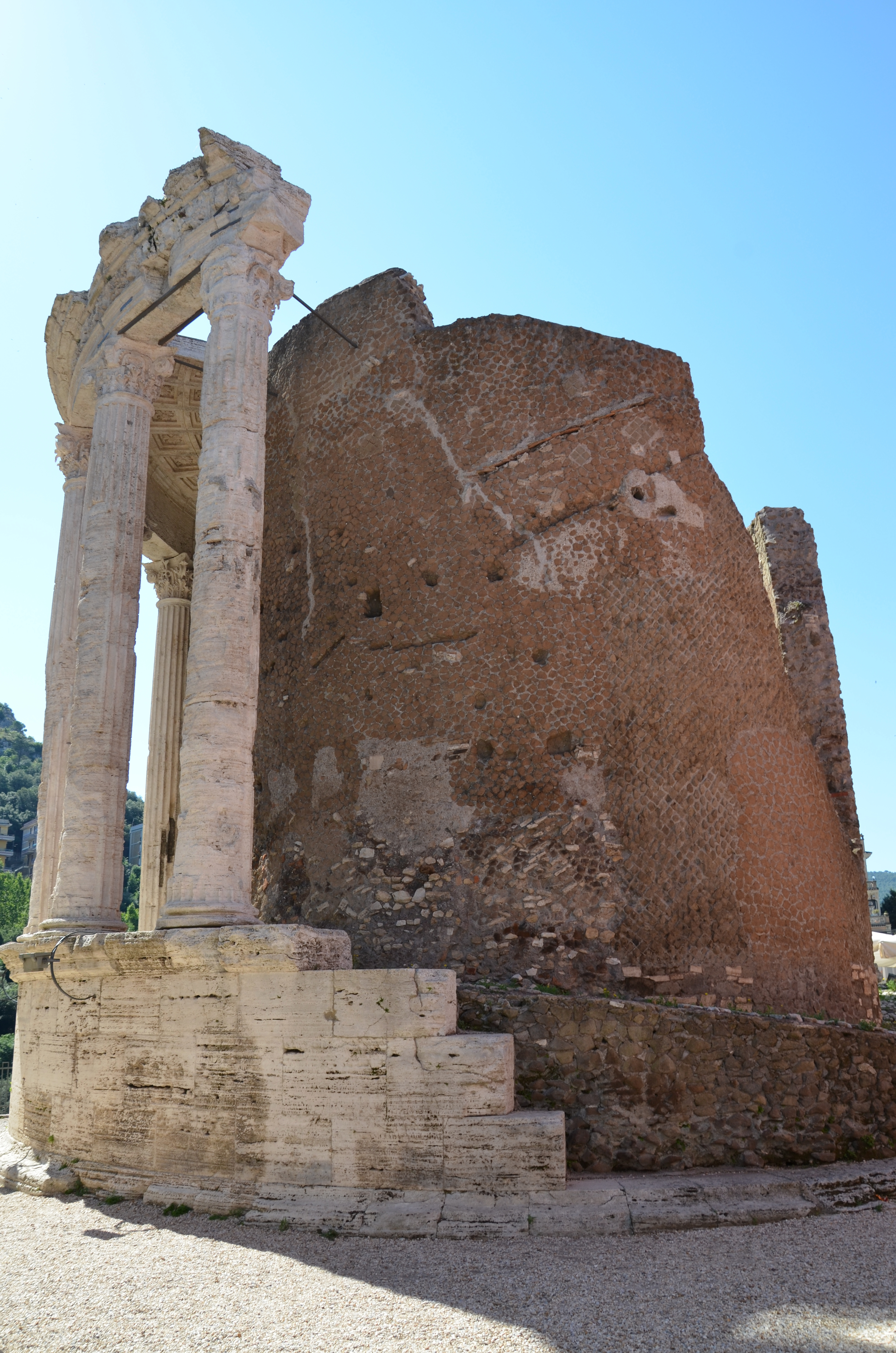
Säulen und Cellamauer